# Walther Karl Zülch
Walther Karl Zülch (* 17. November 1883 in Oberlahnstein; † 3. August 1966 in Goddelau bei Darmstadt) war ein deutscher Kunsthistoriker.

## Leben
Er war der Sohn des Gymnasiallehrers und Heimatforschers Georg Zülch und dessen Ehefrau Caecilie Maria Paff (1859–1907), Tochter des Hauptlehrers Karl Pfaff in Hadamar und der Katharina Schwarz. Zülch besuchte das Gymnasium in Kassel, Parchim und Hersfeld (Abitur 1904). Ab 1907 lebte er in Frankfurt am Main, zeitweise in den Räumen des ehemaligen Karmeliterklosters. Im Ersten Weltkrieg erlitt er schwere Verwundung an den Händen. Nach dem Krieg war er Mitglied der Künstlerkommune in Frankfurt am Main, zusammen mit seinem späteren Schwager Heinrich Döhmann. Er studierte Kunstgeschichte und Klassische Archäologie in Marburg, Göttingen und Heidelberg, wo er 1932 (?) bei Carl Neumann promoviert wurde.
Mitte 1933 wurde er Kulturdezernent und Beigeordneter Bürgermeister von Köln, 1939 Stadtrat in Posen. 1944 wurde er Denkmalpfleger und Archiv-Verwalter in Dresden. Zülch war Mitglied der NSDAP.
Nach dem Krieg wurde er 1946 Direktor des Kreismuseums in Plauen. 1961 übersiedelte er als Rentner wieder nach Frankfurt am Main, wo er auch begraben wurde.
Zülch hatte gemeinsam mit seiner Frau Franziska, geb. Hähl (1898–1954), zwei Kinder, einen Sohn Ortwin (* 1924) und eine Tochter, die Schauspielerin Gisela Zülch (1927–2003).

## Werk
1911 begann er mit Forschungen zur Person von Matthias Grünewald. 1917 konnte er aufgrund einer Urkunde des Frankfurter Stadtarchivs das Monogramm MGN Grünewalds als Mathis Gothart Neithardt identifizieren. 1938 legte er zu diesem Künstler die Monographie Der historische Grünewald Mathis Gothart Neithardt vor.
Frucht seiner umfangreichen Erforschung der Frankfurter archivalischen Überlieferung (im Zweiten Weltkrieg erheblich dezimiert) war das biographische Lexikon „Frankfurter Künstler 1223–1700“ (1935).

## Veröffentlichungen (Auswahl)
- mit Gustav Mori: Frankfurter Urkundenbuch zur Frühgeschichte des Buchdrucks. Aus den Akten des Frankfurter Stadtarchivs. Baer, Frankfurt a. M. 1920.
- Johann Steinwert von Soest: der Sänger und Arzt 1448–1506. Stempel, Frankfurt a. M. 1920.
- Entstehung des Ohrmuschelstiles. Winter, Heidelberg 1932 (= Dissertation, Digitalisat).
- Frankfurter Künstler 1223–1700. Diesterweg, Frankfurt a. M 1935.
- Der historische Grunewald. Bruckmann, München 1938. 2. veränderte Auflage 1949.